# Дорна (Смоленская область)
Дорна — деревня в Тёмкинском районе Смоленской области России. Входит в Аносовское сельское поселение. 

## География
Расположена в восточной части области в 23 км к северо-западу от Тёмкина, в 19 км южнее автодороги М1 «Беларусь», на берегу реки Малая Гжать. В 17 км южнее деревни расположена железнодорожная станция Засецкая на линии Вязьма — Калуга. 

## История
В годы Великой Отечественной войны деревня была оккупирована гитлеровскими войсками в октябре 1941 года, освобождена в марте 1943 года.

## Население
По состоянию на 2007 год постоянного населения не имеет.